# Fortunella
El naranjo enano, naranjo chino, naranja cherry o kumquat (Fortunella spp.), llamado quinoto en Paraguay, Argentina y Uruguay, muy frecuentemente confundido con la variedad de árbol cítrico llamada «quinoto», es un género de árboles y arbustos frutales de la familia de las rutáceas, estrechamente emparentados con los cítricos (Citrus spp.), con los que son capaces de hibridarse. En algunos rincones de la Argentina también se lo conoce como "El tomate cherry de las naranjas".
Es originario de China; su nombre proviene del cantonés gam1 gwat1 (en chino, 金橘; pinyin, jīnjú, "naranja dorada"). Fueron introducidos en Europa en el siglo XIX. Hoy se cultivan en el sur de Europa y en algunas regiones de Estados Unidos, Argentina, México y Brasil como frutal, además de en su zona de origen.
La confusión con el «chinotto» ([kinóto], citrus myrtifolia) es generalizada, a tal punto que el nombre «quinoto» ha desplazado en gran parte al de «kumquat», por ejemplo en Argentina. Los chinottos, sin embargo, son naranjas agrias de forma esférica y con una decena de gajos, a diferencia de las kumquats que son ovoides y con 4 gajos.

## Características

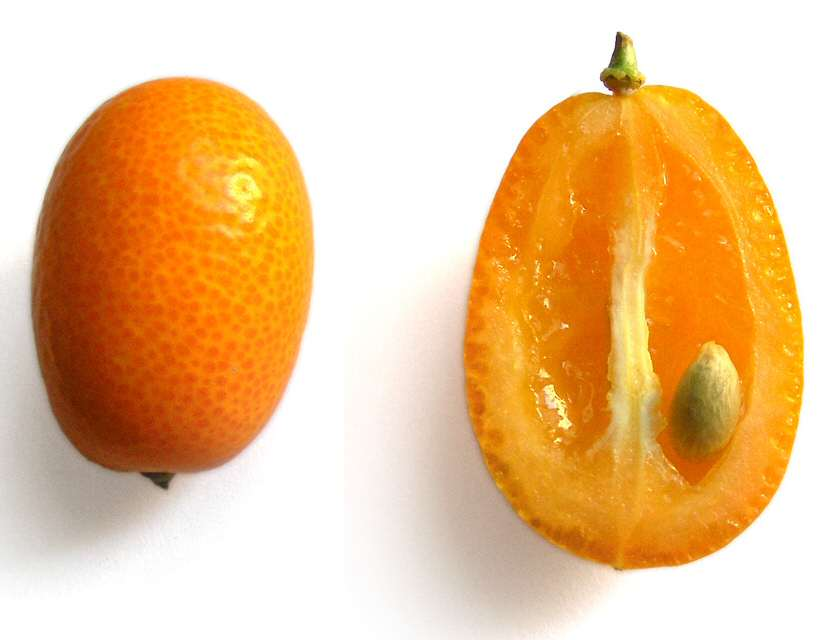
Dos kumquats.

Las kumquats son árboles o arbustos perennifolios, de crecimiento lento, que alcanzan los 5 m de altura. Están densamente ramificados; las ramas son angulosas, lisas o a veces espinosas. Las hojas son lanceoladas, alternas, finamente dentadas cerca del ápice, verde oscuro por el haz y algo más claras por el envés, coriáceas, alternas, de entre 4 y 9 cm de largo. Las flores son axilares, solitarias o en racimos de 1 a 4, pentámeras, fragantes, de color blanco, hermafroditas.
El fruto es un hesperidio oblongo u ovoide, de hasta 5 cm de largo, cubierto por una fina y aromática piel amarilla, anaranjada o roja con glándulas oleicas claramente visibles, comestible. La pulpa está segmentada, y es ligeramente ácida, de color naranja. Las semillas son escasas, oblongas o esferoidales, blanquecinas, con el interior verde. Aparece a comienzos del otoño y madura hacia fines de éste o comienzos del invierno según la especie.

## Hábitat y distribución geográfica
La kumquat no se conoce en estado silvestre. Se lo presume originario de China, donde hay registros de su cultivo desde el siglo XII; en Japón era ya un cultivo asentado para el siglo XVIII. Las primeras referencias en Europa datan de 1646, cuando fueron descritos por misioneros portugueses que los habían conocido en China. No fueron importados hasta mediados del siglo XIX, cuando el coleccionista Robert Fortune, de la London Horticultural Society llevó los primeros ejemplares al Reino Unido , y luego a Estados Unidos.
Hoy los principales focos de cultivo fuera del Lejano Oriente son el sur de los Estados Unidos (California, Tejas y Florida), algunos países de la cuenca mediterránea (en especial Grecia), Brasil, Colombia, Surinam, Argentina, Uruguay, Guatemala, Australia y Sudáfrica. En ocasiones se usa como planta ornamental por la belleza de su fruto y su flor, de rica fragancia. Se cultiva también como bonsái.

## Cultivo

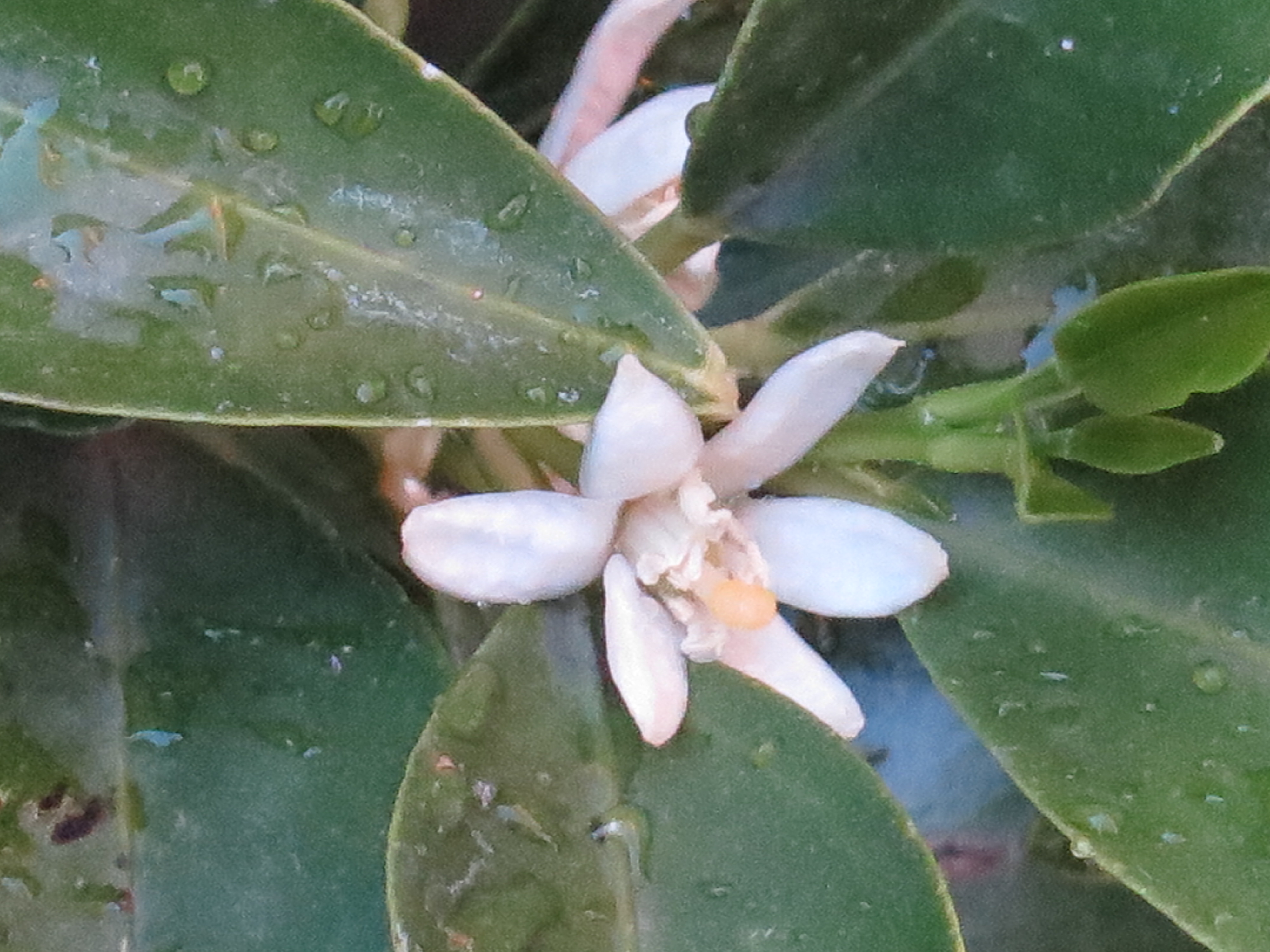

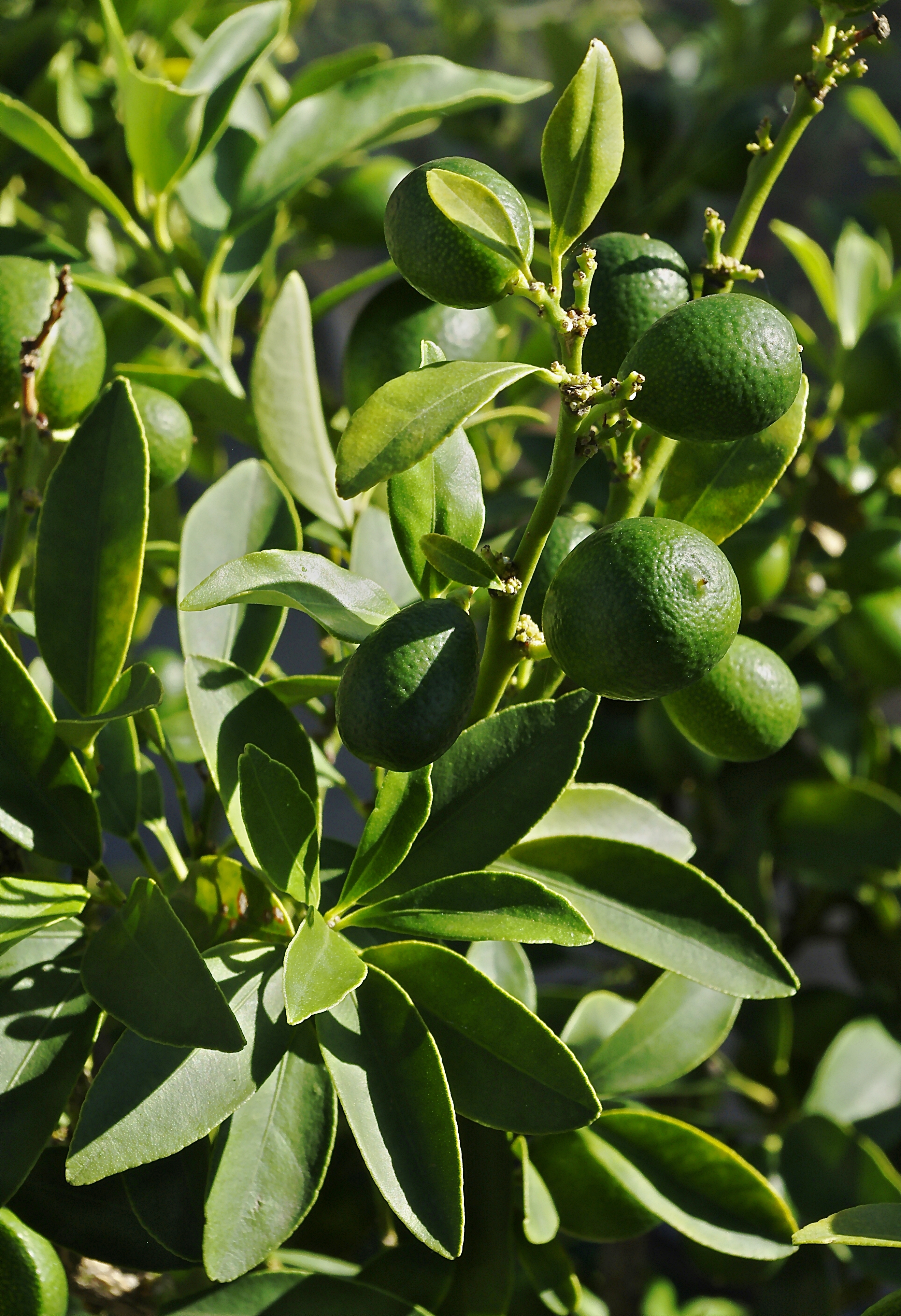

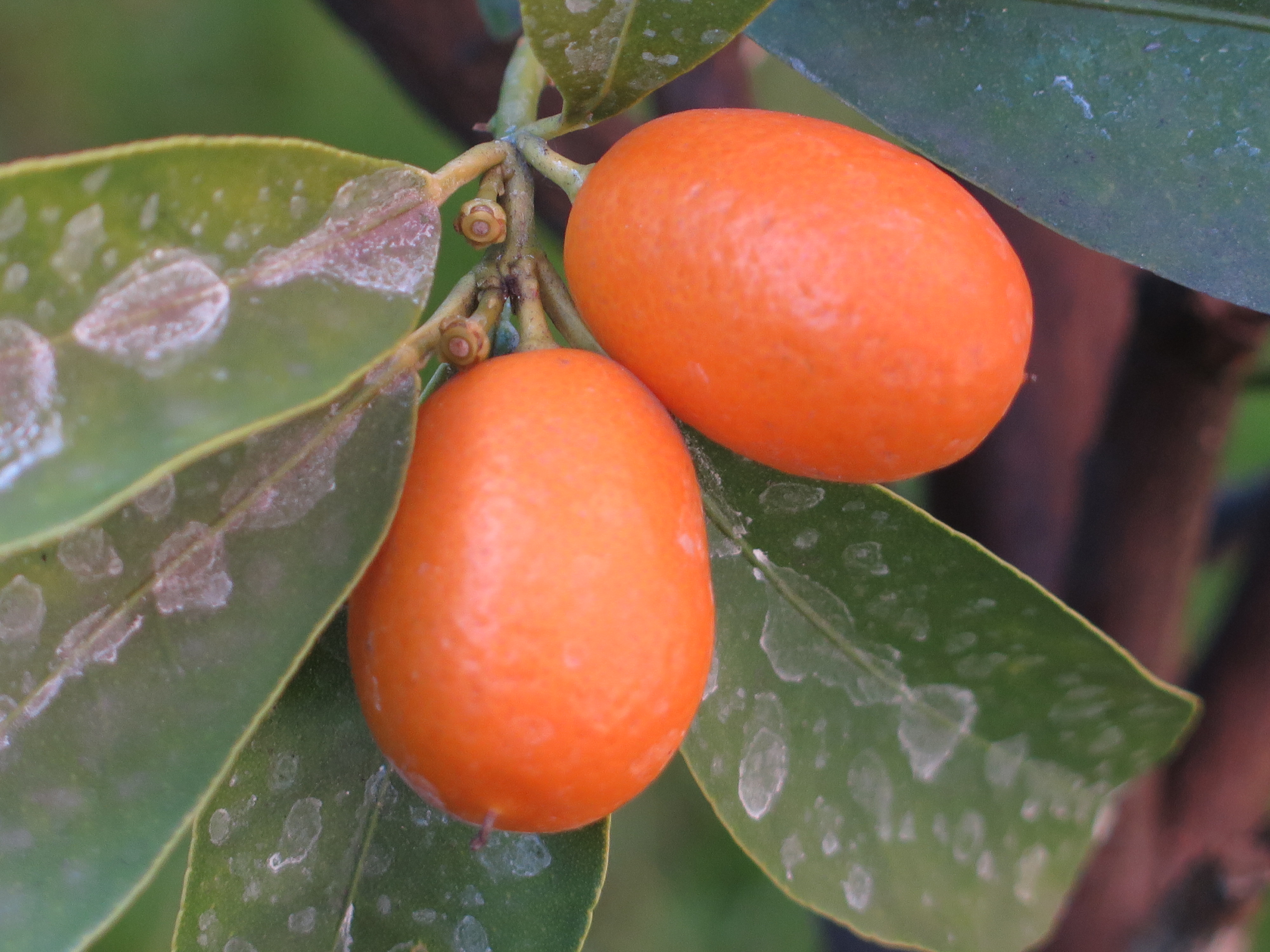

El kumquat rara vez se cultiva de semilla para uso frutal, por la lentitud de su desarrollo y su escaso vigor. Normalmente se reproduce por injerto sobre base de naranja trifoliada (Poncirus trifoliata), naranja amarga (Citrus × aurantium) o pomelo (toronja) (Citrus × paradisi). Se plantan en cuadrícula o hilera, con una separación de alrededor de 3,5 m En esas condiciones, tolera bien suelos relativamente pobres, pero requiere de buena humedad constante, y bastante sol. Es ligeramente acidófila.
Aunque prefiere un verano cálido, soporta las heladas mucho mejor que los citrus; Citrus margarita tolera hasta 10 °C bajo cero en invierno, más aún que la satsuma o mikan (Citrus x unshiu), por lo que se cultiva como frutal en las regiones norteñas de China. La hibernación es profunda; durante varias semanas al comienzo de la primavera el árbol permanece aún retraído, y no echa flores ni brotes durante este período. Las heladas en primavera pueden resultarle muy dañinas.
El kumquat es resistente a la cancrosis, pero otras plagas de los cítricos le afectan, en especial Elsinoë fawcetti, Cephaleuros virescens, Cercospora citri-grisea, Colletotrichum gloeosporioides, Diaporthe citri y Physalospora rhodina.

## Multiplicación
La multiplicación no es sencilla, pues se realiza por injerto sobre un limón espinoso (Poncirus trifoliata), propagación por acodo o esqueje o por semillas, cuyo proceso es bastante lento:
- La siembra se ha de practicar en miniinvernadero calentado entre 20 y 24 °C para asegurar una buena emergencia.
- En verano también se puede cortar un tallo semileñoso para esquejes en un lugar cálido, con sombra. Una hormona de enraizamiento incrementará las posibilidades de éxito. Debe tomarse el esqueje pronto en la estación de crecimiento y plantarlo en una mezcla de maceta de buena calidad. Se ha de colocar en un lugar cálido y soleado.
- En general, la mejor forma de propagación es mediante injerto en un limón espinoso.

## Clasificación sistemática
Clasificadas inicialmente entre los Citrus, Walter Tennyson Swingle las trasladó al género  Fortunella en 1915, posteriormente David Mabberley vuelve a clasificarlos en el género Citrus en 1998. Se reconocen hoy cuatro especies: C. crassifolia, llamada 'Meiwa'; C. hindsii, llamada 'kumquat de Hong Kong'; C. japonica, llamada 'Marumi'; y C. margarita, llamada 'Nagami':
- Citrus japonica: arbusto ramificado que puede alcanzar los 4 metros de altura, con frutas de color amarillo oro;
- Citrus japonica 'sol raya': hojas amarillas y frutos de color amarillo-crema veteado de verde;
- Citrus margarita: frutos ovalados de color naranja brillante;
- Citrus obovata: híbrido robusto más frío, carne amarga y piel dulce.

Existen también varios híbridos de Citrus y Poncirus.

## Filogenia
El análisis de loci de cloroplastos y microsatélites nucleares permite reconstruir (2022) una filogenia independiente de Fortunella en el grupo de los cítricos y dividir el género en 2 poblaciones: kumquats cultivados Fortunella spp. (F. marguerita, F. crassifolia y F. japonica); y el kumquat silvestre de Hong Kong (Fortunella hindsii). Los primeros tienen una baja diversidad genómica que resultaría de la selección antropogénica. Fortunella está más cerca de Citrus que de Poncirus y calamondin, el kumquat Changshou (F. obovata = Citrus obovata), el ornamental y el portainjerto Wenguangju son híbridos con la madre Fortunella.

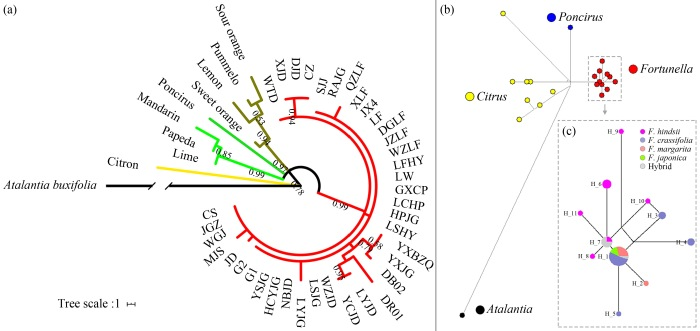
Árbol filogenético y red de haplotipos de Fortunella basado en cinco loci de cloroplasto (2022).

Los autores plantean la hipótesis de un origen geográfico de Fortunella en las montañas costeras del norte de Hong Kong, en las montañas Nanling; La diferenciación del género Citrus hace unos 5 o 6 millones de años a partir de una Fortunella primitiva habría evolucionado hasta formar protogrupos aislados bajo la acción del frío y la sequía. Una evolución adaptativa es el espeso albedo rico en azúcar y los metabolitos secundarios que protegen las semillas de la congelación, mientras que hacia el sur un cuello de botella mantenía el fenotipo primitivo del fruto. La selección por agricultura del grupo del norte dio como resultado Luo Fu o Nagami (F. margarita), Jin Dan o Meiwa (F. crassifolia) y Luo Wen o Marumi (F. japonica).

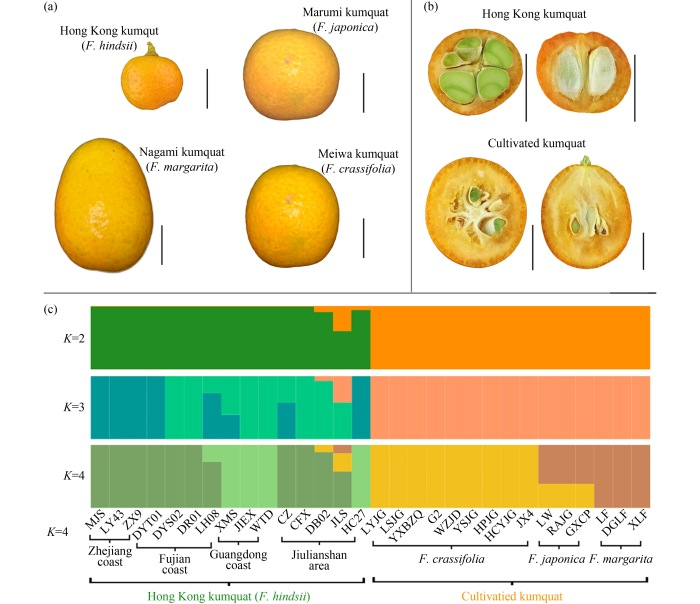
Fenotipos y estructura poblacional de Fortunella spp. kumquat silvestre de Hong Kong y Fortunella cultivada (2022)

El ancestro de Fortunella evolucionó como un linaje independiente en el sur de China dando como resultado el actual F. hindsii que, en un clima menos severo, mantuvo el fenotipo primitivo durante la Edad del Hielo Cuaternaria, lo que llevó a Chenqiao Zhu et al. (2022) a escribir que las especies cultivadas de Fortunella no pueden domesticarse directamente a partir de F. hindsii silvestre.

## Uso
La naranja enana, kumquat, en especial la variedad Meiwa se consume como fruta fresca; en otras especies la pulpa es demasiado ácida, y se come solo la piel. Más frecuente es la preparación en almíbar, para lo cual se los deja secar ligeramente, se maceran con bicarbonato de sodio o cal y se cuecen a muy baja temperatura en un almíbar denso; el kumquat en esta preparación es un postre típico de la cocina de Hong Kong. Se preparan también como encurtidos, sean ácidos —conservados en una mezcla de vinagre y salmuera durante unas 8 semanas— o dulces, en una base líquida de vinagre, almíbar, clavo de olor (Syzygium aromaticum) y canela (Cinnamomum verum).
Se emplean también para la elaboración de mermelada y una salsa similar al chutney, con kumquat, naranja, miel, sal, manteca y especias. Algunos productos modernos incluyen el licor de kumquat.
En Guangdong los kumquats se conservan en sal, obteniendo una fruta reducida y arrugada que se emplea como medicina para los dolores de garganta, antitusivo y estimulante una vez vuelta a hidratar.

### Aceite esencial
El aceite esencial de la cáscara del kumquat contiene gran parte del aroma de la fruta, y está compuesto principalmente por limoneno, que constituye alrededor del 93% del total. Además de limoneno y alfa-pineno (0,34%), ambos considerados monoterpenos, el aceite es inusualmente rico (0,38% total) en sesquiterpenos como α-bergamoteno (0. 021%), cariofileno (0,18%), α-humuleno (0,07%) y α-muuroleno (0,06%), que contribuyen al sabor picante y amaderado del fruto. Los compuestos carbonilos constituyen la mayor parte del resto y son responsables de gran parte del sabor característico. Estos compuestos incluyen ésteres como el propanoato de isopropilo (1,8%) y el acetato de terpinilo (1,26%); cetonas como la carvona (0,175%); y una serie de aldehídos como el citronelal (0,6%) y el 2-metilundecanal. Otros compuestos oxigenados son el nerol (0,22%) y el óxido de trans-lialool (0,15%).

### Farmacopea - salud
En etnomedicina, medicina tradicional,  la planta es carminativa antiflogística, estimulante, y el fruto, tradicionalmente antitusivo y expectorante cocido al vapor con azúcar, trata los dolores de garganta en Vietnam. En Japón, los frutos inmaduros cosechados en octubre-noviembre y picados enteros se hierven en azúcar, lo que da como resultado una mermelada que se utiliza para tratar la fiebre, la tos y los resfriados.
Investigaciones actuales han permitido a Clarice Silva de Souza et al. (2020) escriben que “el consumo de kumquat es una buena alternativa a la toma de suplementos ricos en nutrientes y compuestos bioactivos, [...] el kumquat es una buena fuente de fibra y vitamina A, y por su capacidad antioxidante y la presencia de otros nutrientes esenciales y beneficiosos [...] esta fruta es una alternativa dietética viable, y se debe fomentar su consumo”. Publicaciones chinas indican un gran potencial de desarrollo y aplicaciones.

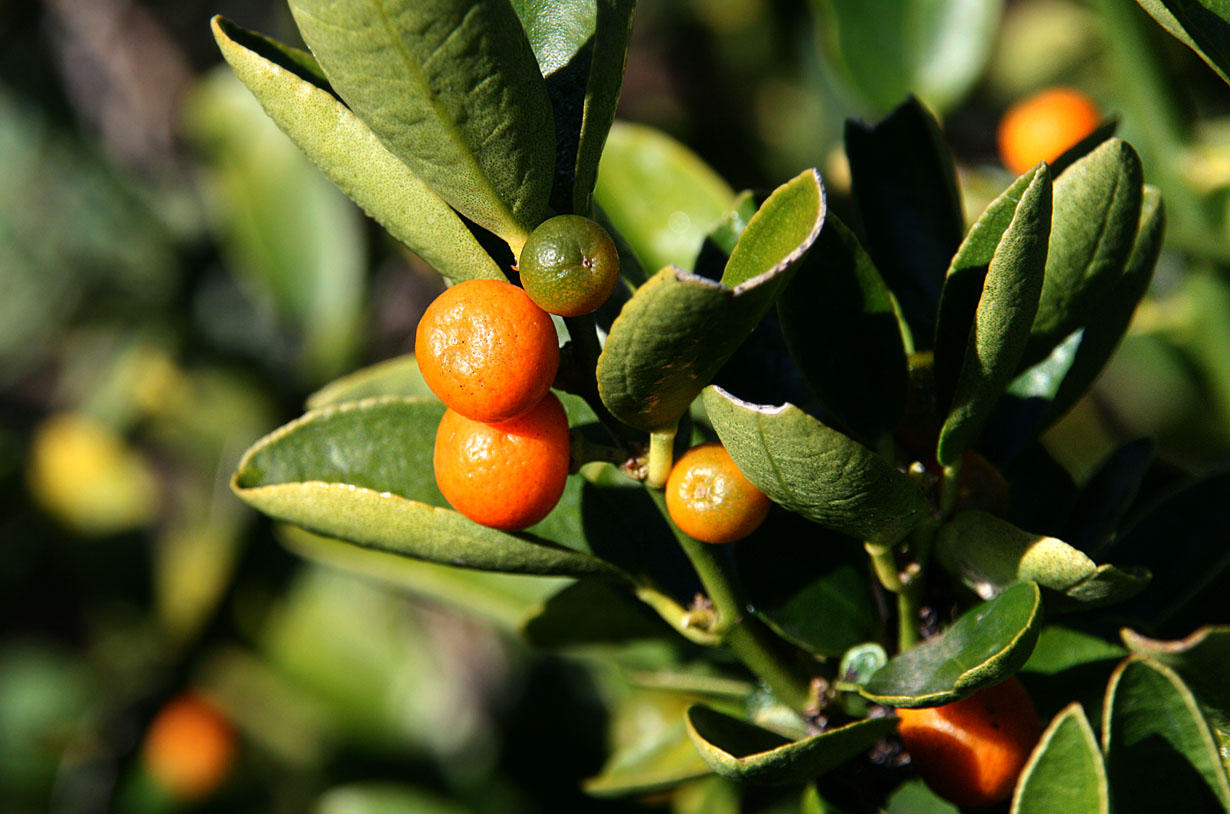
Kumquat silvestre de Hong Kong, arbusto pequeño, hojas pequeñas, cubierto de frutos pequeños, prácticamente no comestibles. Es naturalmente triploide. La forma (Golden Bean) es diploide5.

### En perfumería
Mary Firestone (2022) describe el aroma del kumquat como energizante. Es fresco, alimonado, afrutado, con una nota verde (aldehídos) en la descripción de Givaudan, vivaz, alimonado y fresco que evoca la ralladura de fruta en la descripción de Firmenich. Fue el perfumista creativo Gérard Anthony quien tuvo la idea en 2003 de combinar el aroma del kumquat con notas vegetales o acuáticas para obtener numerosos éxitos en perfumería.
El aceite esencial de las hojas y brotes frescos, a veces, también se emplea en perfumería.

### Uso como planta ornamental
Los kumquats son símbolos de suerte en Asia. Ampliamente cultivadas en jardines y parques, se ofrecen cubiertos de fruta madura para la fiesta del Año Nuevo Lunar. A partir de ellos también se elaboran bonsáis.

## Etimología
Fortunella es el nombre genérico otorgado en referencia al  botánico Robert Fortune.

## Denominaciones del fruto
Quinoto, naranja enana, naranjita china, naranja china, kumquat, cherry de naranja.